# Leci królik
Leci królik (fr. Rekkit) – francuski serial animowany, który jest emitowany w Polsce na kanale Disney XD. Serial został wyprodukowany przez studio Marathon znane między innymi z produkcji Odlotowych Agentek i Martina Tajemniczego. Premiera serialu miała miejsce 4 czerwca 2011.

## Fabuła
Serial opowiada o 12-letnim chłopcu o imieniu Jay, który kupuje w internecie magiczny kapelusz, którym wyczarowuje królika z obcej planety o imieniu Bojler. W wyniku tego zdarzenia życie Jaya zmienia się nie do poznania.

## Postacie

### Główni bohaterowie
- Jay Szmuflon – 12-letni chłopiec. Wcześniej niespecjalnie różnił się od swoich rówieśników, to się jednak zmieniło po poznaniu Bojlera. Mimo że nie jest zadowolony, że jego nowy lokator nie rozumie obowiązujących u niego zasad i że bywa on dla niego naprawdę uciążliwy, to jednak zdaje sobie sprawę, że znalazł w Bojlerze nowego przyjaciela.
- Bojler (ang. Rekkit) – 2,4-metrowy, ekscentryczny królik, który pod wpływem zaklęcia Jaya ucieka ze swojej pracy jako asystent magika Yoshiniego na swojej rodzimej planecie Ciahabrak na Ziemię. Najlepszy przyjaciel Jaya. Jest bardzo entuzjastyczny i wesoły. Posiada nadprzyrodzone zdolności, które ratują go i Jaya z opresji.

### Inne postacie
- Dorian Szmuflon – Ojciec Jaya,
- Henrietta Szmuflon – Matka Jaya,
- Sarah „Eska” Kingbury – Najlepsza przyjaciółka Jaya,
- Bean i Wally – Koledzy Jaya,
- Evita i Marisa – 2 bliźniaczki – sąsiadki Jaya,
- Bill – Kolega Jaya, który jest bardzo męski i czasami podrywa Eskę,
- marynarz Sam – Stary marynarz, który ma własną lodziarnię,
- pan Wigsley,
- Wielki Yoshini – Czarodziej z Ciahabraku, który chce złapać Bojlera, który mu uciekł. On nawet wysyła swoich szpiegów, żeby odwalili mu czarną robotę w chwytaniu Bojlera,
- budzik Arnold – Gadający czarno-biały budzik z Ciahabraku, który jest przyjacielem Bojlera i wygląda jak postać z lat 30.,
- Blachfa – Dziewczyna Bojlera,
- Gretta Szmufton – Babcia Jaya,
- George Clunk – Szkolny łobuz.

## Wersja polska
Wersja polska: SDI Media Polska na zlecenie Disney Character Voices International
Reżyseria: Agnieszka Zwolińska
Dialogi: Tomasz Robaczewski
Wykonanie piosenki czołówkowej: Juliusz Kamil Kuźnik i Agnieszka Burcan
Udział wzięli:
- Paweł Ciołkosz –
  - Jay,
  - Jay 2 (odc. 25a)
- Jarosław Boberek –
  - Bojler,
  - Tęczowy (odc. 20b),
  - Bujak (odc. 35a, 41a),
  - mały Bojler
- Agnieszka Fajlhauer – Henriette
- Jakub Szydłowski –
  - Dorian,
  - pchła staruch-przywódca (odc. 12b)
- Dominika Kluźniak –
  - Marisa,
  - Evita,
  - dziewczynka z telewizji (odc. 5b),
  - dziewczyna (odc. 10b),
  - Taluna Monsun (odc. 31a, 45a)
- Krzysztof Cybiński –
  - Bean,
  - Bill,
  - Prezenter TV (odc. 1b, 16a),
  - nosny chomik #1 (odc. 2a),
  - klient (odc. 3b),
  - szkolny trener (odc. 4a),
  - rak błotny (odc. 4a),
  - szop; jeden ze szpiegów Yoshiniego (odc. 4b),
  - przywódca mądrali (odc. 9a),
  - pracownik (odc. 10b),
  - pies Steve (odc. 11b),
  - głos z gry (odc. 16b),
  - biały stwór z futra Bojlera (odc. 18a),
  - widz #3 (odc. 30a),
  - Brock Skłaz (odc. 31a),
  - książka sędziego (odc. 35a),
  - zły Bean (odc. 36b),
  - Yoyoyo (odc. 40b),
  - kamień (odc.43a),
  - szpieg (odc. 44a),
  - facet (odc. 47a),
- Grzegorz Kwiecień –
  - burmistrz Burmistrz,
  - troll taksówkarz (odc. 1a),
  - nosny chomik #2 (odc. 2a),
  - stół (odc. 3a),
  - Bill (odc. 4a; jedna scena),
  - reporter (odc. 6b),
  - jeden z serów (odc. 7b),
  - Peller (odc. 8),
  - prowadzący (odc. 9a),
  - facet (odc. 9b),
  - komentator (odc. 10a, 11b),
  - pies Louie (odc. 11b),
  - Super Zbir #1 (odc. 30a),
  - cylinder (odc. 31b),
  - Gorge (odc. 34a),
  - Bzyk (odc. 45a),
  - Brock Sgłaz (odc. 47b)
- Joanna Węgrzynowska –
  - Blachfa,
  - głos we wnętrzu Bojlera (odc. 1b),
  - klientka (odc. 3b),
  - Lori (odc. 4b),
  - prezenterka TV (odc. 5a),
  - panna Ozelda (odc. 7b),
  - sąsiadka (odc. 8a),
  - kobieta (odc. 9b),
  - sekretarka (odc. 19),
  - mama Boba (odc. 19b),
  - mama Gorge’a (odc. 34a),
  - Ostrzegadło (odc. 35b)
- Artur Kaczmarski –
  - budzik Arnold,
  - kurczak Tadek (odc. 2a),
  - nosny chomik #3 (odc. 2a),
  - David (odc. 2b),
  - mleczarz (odc. 3b),
  - millioner (odc. 3b),
  - szop; jeden ze szpiegów Yoshiniego (odc. 4b),
  - jeden z serów (odc. 7b),
  - ściana Philbert (odc. 8a),
  - jeden z mądrali (odc. 9a),
  - producent z wytwórni (odc. 10b),
  - pan Bigsby (odc. 11b),
  - profesor z akademii (odc. 13a),
  - Azrael (odc. 13b),
  - kelner Gaston (odc. 14a),
  - sędzia (odc. 14b),
  - Chlew Harowski (odc. 18b),
  - staruszek (odc. 19b),
  - bałwan Barnaba (odc. 22a),
  - reporter (odc. 23b, 27b, 28b, 30, 31a, 37a, 44a),
  - Chakabraski policjant lupa (odc. 26a),
  - facet (odc. 31a),
  - kurczak (odc. 34b),
  - Floyd, łowca głów (odc. 35a),
  - kosmita (odc. 36b),
  - automatyczny sekretarz (odc. 40b),
  - tata Bojlera (odc.41a, 48a),
  - Fred kasa (odc. 43a),
  - Ludzan Blink (odc. 44a),
  - pan Guma (odc. 44b),
  - Dick Winkerbell (odc. 49b),
  - prowadzący (odc. 50b)
- Zbigniew Konopka –
  - Wielki Yoshini,
  - nosny chomik Angus McLoud (odc. 2a),
  - sprzedawca żywych mebli (odc. 3a),
  - szop, jeden ze szpiegów Yoshiniego (odc. 4b, 31b),
  - kierowca autobusowy (odc. 13b, 15a),
  - złota rybka (odc. 13b),
  - Yeti Tiffany (odc. 14a),
  - zapaśnik wrestlingowy #1 (odc. 14b),
  - widz #1 (odc. 14b),
  - strażnik (odc. 15a),
  - kapitan, który okazał się być pracownikiem (odc. 15b),
  - Wielki Randy (odc. 16b),
  - żaboryba (odc. 17b),
  - org; jeden ze szpiegów Yoshiniego (odc. 18b),
  - policjant (odc. 19a),
  - pan Bigsby (odc. 21a),
  - Bujak (odc.22b),
  - tata Wally’ego (odc. 24a),
  - ptak listonosz (odc. 24b),
  - doktur Rękawica (odc. 30a),
  - właściciel kolejki górskiej (odc. 32b)
- Paweł Szczesny –
  - dyrektor Grampol,
  - kapitan Wąteł,
  - Wielki Nos (odc. 2a),
  - Eric (odc. 2b),
  - sejf Reggie (odc. 2b, 12a, 17a),
  - kanapa (odc. 3a),
  - pies #1 (odc. 5a),
  - Chakabraski listonosz wielka stopa (odc. 5b),
  - jeden z widzów (odc. 8a),
  - szef z wytwórni (odc. 10),
  - sąsiad (odc. 11b),
  - pchła ninja (odc. 12b),
  - jedna z pcheł (odc. 12b),
  - zapaśnik wrestlingowy #2 (odc.14b),
  - widz #3 (odc. 14b),
  - jeden z ludzi (odc. 15a),
  - kotwica Gary (odc. 15b),
  - pan Maca hydraulik (odc. 16b),
  - głos (odc. 17a),
  - Wielki Charles (odc. 20b),
  - pan komisarz naukowiec (odc. 21b),
  - tata Beana (odc. 24a),
  - wielka rękawiczka (odc. 24b),
  - Super Zbir #2 (odc. 30a),
  - szop; jeden ze szpiegów Yoshiniego (odc. 31b),
  - wujek Te Duże W królik (odc. 31a, 45a),
  - doktor Brzdącki (odc. 32a, 36b),
  - policjant (odc. 45b),
  - trener (odc. 46b)
- Mieczysław Morański –
  - pan Wigsley,
  - marynarz Sam,
  - Wielki Yoshini (odc. 1b, 5b),
  - fotel (odc. 3a),
  - pies #2 (odc. 5a),
  - radiowy speaker (odc. 13a),
  - dozorca (odc. 14a),
  - pan Terence (odc. 16a),
  - tata Boba (odc. 19b),
  - dom Szmuflonów (odc. 35b),
  - Daisy (odc. 42a),
  - pan Temperówka (odc. 45b),
  - Ciahabraski policjant (odc. 45b),
  - trener (odc. 46b),
  - Hubbierz Patryk Bubbierz (odc. 47a)
- Joanna Pach –
  - SKA – Sadie Hawkins,
  - pchła, córka przywódcy (odc. 12b),
  - agentka, która przypominała Skę (odc. 44a)
- Tomasz Kozłowicz – pan Wigsley (odc. 2b; jedna scena)
- Katarzyna Łaska – jedna z dziewczyn (odc. 37a)
- Tomasz Steciuk –
  - lodziarz (odc. 5a),
  - królowa krasnali (odc. 7a),
  - komentator (odc. 8a),
  - ziemniak Zienisław (odc. 8b),
  - pan Szczoteczka (odc. 10a),
  - śpiewak radiowy (odc. 13a)
- Leszek Zduń –
  - Wally,
  - ludzie z woskowiny z ucha Bojlera (odc. 1b),
  - lampa (odc. 3a),
  - radiowy speaker (odc. 3b),
  - szop; jeden ze szpiegów Yoshiniego (odc. 4b, 31b),
  - list (odc. 5b),
  - jeden z kolegów Jaya (odc. 6a),
  - jeden z mądrali (odc. 9a),
  - chłopak (odc. 10b),
  - facet, który uciekał przed pizzą potworem (odc. 11b),
  - reporter radiowy (odc. 13a),
  - Jacek Kwacek (odc. 14a),
  - kasjer biletowy (odc. 14b),
  - sprzedawca jedzenia (odc. 14b),
  - okulary Blinky (odc. 14b),
  - widz # 4 (odc. 14),
  - armata (odc. 15b),
  - chłopak z reklamy (odc. 17a),
  - czarna dziura (odc. 21b),
  - zły Wally (odc. 36b),
  - balonowy chłopak (odc. 37a),
  - Wiewiór Ronald (odc. 42b),
  - Stalozkrys, który przypomina Wally’ego (odc. 44a),
  - listtnosz (odc. 44b),
  - brodarz (odc. 44b),
  - kosmiczny kierowca #2 (odc. 49b)
- Tomasz Robaczewski –
  - George Clunk,
  - szkolny trener (odc. 20a),
  - Remi (odc. 20a),
  - Nieremi (odc. 20a),
  - Krem (odc. 23a),
  - Kciuko-odcisk Boy (odc. 26a),
  - czekoladowy kangur (odc. 27b),
  - widz #2 (odc. 30a),
  - pan Bigsby (odc. 32a),
  - Slinky leniwiec (odc. 33a),
  - sędzia ryba młot (odc. 35a),
  - listonosz (odc. 36a),
  - żółty troll (odc. 43a, 44b),
  - rybosmok (odc. 44b),
  - Mikey (odc. 46b),
  - komandor (odc. 49b)
- Barbara Zielińska –
  - Gretta,
  - staruszka (odc. 13b),
  - widz #2 (odc. 14b, 30b),
  - miotła (odc. 29b),
  - pani niania (odc. 34b),
  - kura (odc. 36a)
- Adam Krylik – mikrofon Todd (odc. 27a)
- Julia Kołakowska –
  - chmura Ernie (odc. 29a),
  - Aleskandra, koleżanka SKi (odc. 29b, 39b, 50a),
  - jeden z Krościeli (odc. 29b)
- Anna Sroka –
  - nauczycielka Jaya (odc. 29a),
  - kobieta z telewizji (odc. 30a),
  - sędzia (odc. 34a),
  - kobieta (odc. 35b),
  - hipopotam (odc. 36a)
- Sebastian Cybulski – Facet (odc. 35b)
- Krzysztof Zakrzewski –
  - Czarodziej Glut (odc. 40a),
  - gadająca fontana (odc. 43a),
  - Bob, przyjaciel Bojlera (odc. 44b),
  - mała brokuła (odc. 44b)
- Józef Pawłowski – szpieg (odc. 44a)
- Łukasz Talik
- Małgorzata Szymańska
- Jacek Król –
  - pan Kingbury, tata SKi (odc. 34b),
  - dyrektor Grampol (odc. 36b),
  - Trop Morton Bagnisty (odc. 47b)
- Jan Kulczycki –
  - tata węgiel (odc. 49a),
  - kosmiczny kierowca #1 (odc. 49b),
  - marynarz Morty (odc. 51a),
  - pan Ziemniak (odc. 51b)
- Tomasz Sobczak
- Piotr Gogol –
  - Gary (odc. 49a),
  - Fred gadająca kasa (odc. 50a),
  - śpiewak (odc. 50a)
- Waldermar Barwiński – Admirał Wąteł (odc. 50a)
- Tomasz Borkowski

i inni
Lektor: Artur Kaczmarski

## Odcinki
| Sezony | Odcinki | Pierwsza premiera | Ostatnia premiera | Pierwsza premiera | Ostatnia premiera |
| ------ | ------- | ----------------- | ----------------- | ----------------- | ----------------- |
| 1      | 26      | 16 marca 2011     | 4 stycznia 2012   | 4 czerwca 2011    | kwiecień 2012     |
| 2      | 26      | 28 maja 2012      | 17 stycznia 2014  | 9 listopada 2012  | 2014              |

### Sezon 1
| #  | Tytuł                                                      | Tytuł polski                                         | Premiera                                      | Premiera w Polsce    |
| -- | ---------------------------------------------------------- | ---------------------------------------------------- | --------------------------------------------- | -------------------- |
| 1  | The Arrival / Hare Ball                                    | Nowy kolega / Cofka                                  | 16 marca 2011 (A) 8 czerwca 2011 (B)          | 4 czerwca 2011       |
| 2  | Shepherd of Hamsters / The Moustache                       | Mam was w nosie / Wąsy                               | 23 kwietnia 2011 (A) 13 kwietnia 2011 (B)     | 5 czerwca 2011       |
| 3  | Convict Furniture / Udder Chaos                            | Meble spod ciemnej gwiazdy / Lodowy chaos            | 24 kwietnia 2011 (A) 24 sierpnia 2011 (B)     | 11 czerwca 2011      |
| 4  | Crayfish Boy / A Spy in the Ointment                       | Nie ma się co szczypać / Szpieg w przebraniu         | 23 marca 2011 (A) 30 marca 2011 (B)           | 19 czerwca 2011      |
| 5  | Rekkit Swim / The Invitation                               | Pływamy / Zaproszenie                                | 30 marca 2011 (A) 6 kwietnia 2011 (B)         | 25 czerwca 2011      |
| 6  | Cool Fool / Head Ache                                      | Bal przebierańców / Królicze łzy                     | 16 marca 2011 (A) 20 czerwca 2011 (B)         | 26 czerwca 2011      |
| 7  | Cabbage Heads / Harem Scarem                               | Jedzmy warzywa / Mam lęki                            | 27 sierpnia 2011 (A) 22 czerwca 2011 (B)      | 2 lipca 2011         |
| 8  | Long Days Journey Into Nothing / Little Mister Potatoe Guy | Wstrzymał słońce... / Mały pan Ziemniak              | 4 maja 2011 (A) 24 czerwca 2011 (B)           | 16 lipca 2011        |
| 9  | Airheads / MMM Butterfly                                   | Główkujemy / MMM Motyl                               | 8 października 2011 (A) 11 maja 2011 (B)      | 30 lipca 2011        |
| 10 | Photo Finished / Sell It Rekkit                            | Foto gwiazda / Twarz z papieru                       | 20 kwietnia 2011 (A) 30 czerwca 2011 (B)      | 7 sierpnia 2011      |
| 11 | The Twins Save Rekkit / Tale of the Missing Tail           | Siostry ratują królika / Ogonie, gdzie jesteś?       | 29 czerwca 2011 (A) 4 lipca 2011 (B)          | 13 sierpnia 2011     |
| 12 | Rabbits Prefer Gentlemen / Carpet Ninjas                   | Elegancki królik / Ninja dywan                       | 7 grudnia 2011 (A) 27 sierpnia 2011 (B)       | 21 sierpnia 2011     |
| 13 | Fuzzy Was He / Revenge of the Kitty Cat                    | Miał futerko / Zemsta Pana Kota                      | 5 grudnia 2011 (A) 22 czerwca 2011 (B)        | 28 sierpnia 2011     |
| 14 | Don’t Upset The Yeti / Mind Reader                         | Uwaga Yeti / Telepata                                | 11 maja 2011 (A) 16 marca 2011 (B)            | 3 września 2011      |
| 15 | Breaking Rules Are For Fools / Boy Ahoy                    | Dla zasady / Ahoj                                    | 22 grudnia 2011 (A) 6 grudnia 2011 (B)        | 1 października 2011  |
| 16 | Tortoise and Harebrained / Abraca-Oh No!                   | Żółw i leci królik / Czary dla każdego               | 22 czerwca 2011 (A) 21 grudnia 2011 (B)       | 8 października 2011  |
| 17 | Fast and Injurious / See You in My Dreams                  | Szybcy i nieletni / Chyba śnisz                      | 12 grudnia 2011 (A) 26 grudnia 2011 (B)       | 15 października 2011 |
| 18 | Rekkit has a Secret / Cooking Magic                        | Tajemnica Bojlera / Gotujemy                         | 27 kwietnia 2011 (A) 28 października 2011 (B) | 22 października 2011 |
| 19 | The One Where Bill Gets Rekkit for a While / InvisiBob     | W służbie Billowi / Bob niewidzialny                 | 8 czerwca 2011 (A) 20 grudnia 2011 (B)        | 29 października 2011 |
| 20 | Smelly Jay / Over the Rainbow                              | Jay śmierdziel / Tęczowy                             | 29 czerwca 2011 (A) 1 listopada 2011 (B)      | 26 listopada 2011    |
| 21 | A Dog is a Rabbit’s Best Friend / Holey Moley              | Najlepszy przyjaciel Królika / Dziura                | 22 grudnia 2011 (A) 19 grudnia 2011 (B)       | 3 marca 2012         |
| 22 | I’m Melting / Boo Booyah                                   | Topię się / Bujak                                    | 28 grudnia 2011 (A) 14 grudnia 2011 (B)       | 4 marca 2012         |
| 23 | Baby Makes Four / The Banana Split                         | Hej, dziecinko / Złe banany                          | 4 stycznia 2012 (A) 22 grudnia 2011 (B)       | 17 marca 2012        |
| 24 | Bond, Jay Bond / Rekkit’s Room                             | Jay w przebraniu / Pokój Bojlera                     | 9 grudnia 2011 (A) 26 grudnia 2011 (B)        | 18 marca 2012        |
| 25 | Jay Doh / Rekkit Has Left the Building                     | Jay’ów dwóch / Bojler zniknął                        | 30 grudnia 2011 (A) 29 grudnia 2011 (B)       | 5 kwietnia 2012      |
| 26 | Fingerprint Boy / Rekkit versus Gadget                     | Kciuko-Odcisk Boy / Bojler kontra elektrotechnologia | 2 stycznia 2012 (A) 23 grudnia 2011 (B)       | kwiecień 2012        |

### Sezon 2
| #  | Tytuł                                               | Tytuł polski                                        | Premiera                                  | Premiera w Polsce |
| -- | --------------------------------------------------- | --------------------------------------------------- | ----------------------------------------- | ----------------- |
| 27 | Rekkit Sings / Offspring Fever                      | Bojler śpiewa / Rodzic                              | 28 maja 2012 (A) 29 maja 2012 (B)         | 9 listopada 2012  |
| 28 | Trimbletwit / Something Fishy                       | Trymbeltwit / Kto zamawiał rybę?                    | 30 maja 2012 (A) 31 maja 2012 (B)         | 16 listopada 2012 |
| 29 | Snowbound / Zitwots                                 | Ośnieżony / Krościeje                               | 1 czerwca 2012 (A) 4 czerwca 2012 (B)     | 23 listopada 2012 |
| 30 | Incog-neato! / Muddlety Monster                     | Zamaskowani / Bagniak                               | 5 czerwca 2012 (A) 6 czerwca 2012 (B)     | 30 listopada 2012 |
| 31 | Film Falm / Wiggnapped                              | Filmowy pojedynek / Gdzie jesteś, panie profesorze? | 7 czerwca 2012 (A) 8 czerwca 2012 (B)     | 7 grudnia 2012    |
| 32 | Chakabrakteria / Tall Order                         | Ciachabakteria / Wyżej proszę                       | 11 czerwca 2012 (A) 12 czerwca 2012 (B)   | 10 grudnia 2012   |
| 33 | Hairless Hare / Bad Luck Rabbit’s Foot              | Bezwłosie / Pechowa łapka                           | 13 czerwca 2012 (A) 14 czerwca 2012 (B)   | 17 grudnia 2012   |
| 34 | Go-pher It / SK is Sic-K                            | Kret w ogrodzie / Chora SKa                         | 15 czerwca 2012 (A) 18 czerwca 2012 (B)   | 28 grudnia 2012   |
| 35 | Who Framed Rekkit Rabbit? / Sick House              | Kto wrobił królika Bojlera? / Dom chory             | 19 czerwca 2012 (A) 20 czerwca 2012 (B)   | 12 stycznia 2013  |
| 36 | Schmagic Act / Evil Twins                           | Mag Szmuflon / Bracia bliźniacy                     | 21 czerwca 2012 (A) 22 czerwca 2012 (B)   | 12 stycznia 2013  |
| 37 | Sunday’s Best / No Lie Rekkit                       | Nie ma to jak niedziela / Nie kłam, Bojler          | 25 czerwca 2012 (A) 26 czerwca 2012 (B)   | 13 stycznia 2013  |
| 38 | Hearts of Darkness / Virtually Rekkit               | Gra w serca / Zdalnie sterowany                     | 27 czerwca 2012 (A) 26 czerwca 2012 (B)   | 13 stycznia 2013  |
| 39 | Struck Dumb / Muscle Bound                          | Nie mów już nic / Mięso jest dobre                  | 29 czerwca 2012 (A) 2 lipca 2012 (B)      | 1 lutego 2013     |
| 40 | Night in the Chakabrary / The Peeved Piper          | Noc w bibliotece / Instrumentalista Jay             | 12 sierpnia 2013 (A) 26 sierpnia 2013 (B) | 8 lutego 2013     |
| 41 | Room for One More-on / Hare for Hire                | Pokój z widokiem na drania / Królik do wynajęcia    | 13 sierpnia 2013 (A) 20 sierpnia 2013 (B) | 15 lutego 2013    |
| 42 | Two Knights in a Daze / Bewished                    | Na babcinym zamku / Życzę sobie                     | 22 sierpnia 2013 (A) 14 sierpnia 2013 (B) | 22 lutego 2013    |
| 43 | Barmy Bracelet Boffo / Monitor This                 | O rety, bransolety / Pan dozorca                    | 16 sierpnia 2013 (A) 15 sierpnia 2013 (B) | 1 marca 2013      |
| 44 | Spies Surprise / Bed and Breakfast                  | Szpiegowska gra / Dom gościnny                      | 21 sierpnia 2013 (A) 3 września 2013 (B)  | 8 marca 2013      |
| 45 | Lights, Camera, Rekkit / Driver’s Licence           | Światła, kamera, Bojler / Prawo jazdy               | 29 sierpnia 2013 (A) 23 sierpnia 2013 (B) | 21 kwietnia 2014  |
| 46 | The Odd-Essy / The Lorne Identity                   | Odyseja Jaya / Tożsamość Doriana                    | 1 września 2013 (A) 19 sierpnia 2013 (B)  | 22 kwietnia 2014  |
| 47 | The Hubbub Bubba / Statue Of Muddlety               | Hubbierz Bubbierz / Bagnisty z pomnika              | 27 sierpnia 2013 (A) 30 sierpnia 2013 (B) | 23 kwietnia 2014  |
| 48 | Sewer Tour / Franken Rekkit                         | Przeciek / Franken królik                           | 28 sierpnia 2013 (A) 17 stycznia 2014 (B) | 24 kwietnia 2014  |
| 49 | Air Train / Rekkit In 3D                            | Wesoły pociąg / Bojler w 3D                         | 11 września 2013 (A) 6 września 2013 (B)  | 25 kwietnia 2014  |
| 50 | Beach Party / Keeping Up With The Schmuftons        | Impreza na plaży / Między nami Szmuflonami          | 5 września 2013 (A) 9 września 2013 (B)   | 16 czerwca 2014   |
| 51 | Recipe For Disaster / When Rekkit Joined The Circus | Przepis na porażkę / Bojler w cyrku                 | 12 września 2013 (A) 13 września 2013 (B) | 27 kwietnia 2014  |
| 52 | Spaced Out / Wooly Bully                            | Ahoj, kosmosie / Bojler chuligan                    | 10 września 2013 (A) 4 września 2013 (B)  | 2014              |